# Uno (motorfiets)
Uno is een merk van motorfietsen.
De bedrijfsnaam was UNO Motorradtechnik. 
Duits bedrijf dat in 1986 begon met de productie motorfietsen met grote eencilindermotoren van Kawasaki, Yamaha en Rotax. Later kwamen er ook SOS-racers met KTM-blokken. 